# Vattenfall Cyclassics de 2014
A 19.ª edição da Vattenfall Cyclassics teve lugar a 24 de agosto de 2014. Trata-se da 19.ª prova da UCI WorldTour de 2014.
Foi vencida ao sprint pelo Norueguês Alexander Kristoff (Katusha).

## Apresentação

### Equipes
Dezanove equipas participam nesta Vattenfall Cyclassics - dezoito ProTeams e uma equipa continental profissional :
| Equipes ProTeam (18)- AG2R La Mondiale - Astana - Belkin - BMC Racing Team - Cannondale - Team Europcar - FDJ.fr - Garmin-Sharp - Giant-Shimano - Katusha - Lampre-Merida - Lotto-Belisol - Movistar Team - Omega Pharma-Quick Step - Orica-GreenEDGE - Sky - Tinkoff-Saxo - Trek Factory Racing Equipe profissional Continental- NetApp-Endura |
| |

## Classificação final
|    | Corredor           | País           | Equipa                  |    | Tempo             | Pontos UCI |
| -- | ------------------ | -------------- | ----------------------- | -- | ----------------- | ---------- |
| 1  | Alexander Kristoff | Noruega        | Katusha                 | em | '5 h 55 min 24 se | 80         |
| 2  | Giacomo Nizzolo    | Itália         | Trek Factory Racing     | +  | m.t               | 60         |
| 3  | Simon Gerrans      | Austrália      | Orica-GreenEDGE         |    | m.t               | 50         |
| 4  | Tyler Farrar       | Estados Unidos | Garmin-Sharp            |    | m.t               | 40         |
| 5  | Mark Cavendish     | Reino Unido    | Omega Pharma-Quick Step |    | m.t               | 30         |
| 6  | Marcel Kittel      | Alemanha       | Giant-Shimano           |    | m.t               | 22         |
| 7  | Davide Cimolai     | Itália         | Lampre-Merida           |    | m.t               | 14         |
| 8  | Juan José Lobato   | Espanha        | Movistar                |    | m.t               | 10         |
| 9  | Silvan Dillier     | Suíça          | BMC Racing              |    | m.t               | 6          |
| 10 | Raymond Kreder     | Países Baixos  | Garmin-Sharp            |    | m.t               | 2          |

## Lista dos participantes
- Lista de saída completa

| Legenda | Legenda                                                                          | Legenda | Legenda                                              |
| ------- | -------------------------------------------------------------------------------- | ------- | ---------------------------------------------------- |
| Num     | Jersey de saída levada pelo corredor esta Vattenfall Cyclassics                  | Pos     | Posição à chegada da corrida                         |
|         | Indica uma camisola de campeão nacional ou mundial, conforme a sua especialidade | NP      | Indica um corredor que não tomou a saída da corrida  |
| AB      | Indica um corredor que não terminou a corrida                                    | HD      | Indica um corredor terminou a etapa fora de controle |

| Giant-Shimano GIA | Giant-Shimano GIA                 | Giant-Shimano GIA |
| ----------------- | --------------------------------- | ----------------- |
| Num               | Corredor                          | Pos               |
| 1                 | Roy Curvers (NED)                 | 49.º              |
| 2                 | Simon Geschke (GER)               | 88.º              |
| 3                 | Reinardt Janse van Rensburg (RSA) | 85.º              |
| 4                 | Marcel Kittel (GER)               | 6.º               |
| 5                 | Luka Mezgec (SLO)                 | 86.º              |
| 6                 | Tom Stamsnijder (NED)             | AB                |
| 7                 | Albert Timmer (NED)               | AB                |
| 8                 | Tom Veelers (NED)                 | 8.º               |

| Lotto-Belisol LTB | Lotto-Belisol LTB             | Lotto-Belisol LTB |
| ----------------- | ----------------------------- | ----------------- |
| Num               | Corredor                      | Pos               |
| 11                | André Greipel (GER) (Estrada) | AB                |
| 12                | Lars Ytting Bak (DEN)         | 51.º              |
| 13                | Stig Broeckx (BEL)            | 21.º              |
| 14                | Gert Dockx (BEL)              | 84.º              |
| 15                | Jürgen Roelandts (BEL)        | 30.º              |
| 16                | Marcel Sieberg (GER)          | 18.º              |
| 17                | Boris Vallée (BEL)            | AB                |
| 18                | Jonas Van Genechten (BEL)     | 23.º              |

| Katusha KAT | Katusha KAT                  | Katusha KAT |
| ----------- | ---------------------------- | ----------- |
| Num         | Corredor                     | Pos         |
| 21          | Alexander Kristoff (NOR)     | 1.º         |
| 22          | Pavel Brutt (RUS)            | 89.º        |
| 23          | Vladimir Gusev (RUS)         | 59.º        |
| 24          | Marco Haller (AUT)           | 75.º        |
| 25          | Vladimir Isaychev (RUS)      | 120.º       |
| 26          | Viatcheslav Kouznetsov (RUS) | 99.º        |
| 27          | Gatis Smukulis (LAT)         | AB          |
| 28          | Alexey Tsatevitch (RUS)      | 103.º       |

| Movistar MOV | Movistar MOV            | Movistar MOV |
| ------------ | ----------------------- | ------------ |
| Num          | Corredor                | Pos          |
| 31           | Jesús Herrada (ESP)     | 90.º         |
| 32           | Pablo Lastras (ESP)     | 58.º         |
| 33           | Juan José Lobato (ESP)  | 8.º          |
| 34           | Dayer Quintana (COL)    | 98.º         |
| 35           | Enrique Sanz (ESP)      | 26.º         |
| 36           | Jasha Sütterlin (GER)   | 101.º        |
| 37           | Francisco Ventoso (ESP) | 41.º         |
| 38           | Giovanni Visconti (ITA) | 80.º         |

| AG2R La Mondiale ALM | AG2R La Mondiale ALM     | AG2R La Mondiale ALM |
| -------------------- | ------------------------ | -------------------- |
| Num                  | Corredor                 | Pos                  |
| 41                   | Davide Appollonio (ITA)  | 11.º                 |
| 42                   | Gediminas Bagdonas (LTU) | 44.º                 |
| 43                   | Ben Gastauer (LUX)       | 46.º                 |
| 44                   | Alexis Gougeard (FRA)    | 100.º                |
| 45                   | Hugo Houle (CAN)         | AB                   |
| 46                   | Julien Bérard (FRA)      | 76.º                 |
| 47                   | Julian Kern (GER)        | 53.º                 |
| 48                   | Matteo Montaguti (ITA)   | 82.º                 |

| Omega Pharma-Quick Step OPQ | Omega Pharma-Quick Step OPQ    | Omega Pharma-Quick Step OPQ |
| --------------------------- | ------------------------------ | --------------------------- |
| Num                         | Corredor                       | Pos                         |
| 51                          | Julian Alaphilippe (FRA)       | 16.º                        |
| 52                          | Gianni Meersman (BEL)          | 35.º                        |
| 53                          | Mark Cavendish (GBR)           | 5.º                         |
| 54                          | Mark Renshaw (AUS)             | 50.º                        |
| 55                          | Thomas De Gendt (BEL)          | AB                          |
| 56                          | Guillaume Van Keirsbulck (BEL) | 93.º                        |
| 57                          | Matteo Trentin (ITA)           | 27.º                        |
| 58                          | Gert Steegmans (BEL)           | 39.º                        |

| Tinkoff-Saxo TCS | Tinkoff-Saxo TCS              | Tinkoff-Saxo TCS |
| ---------------- | ----------------------------- | ---------------- |
| Num              | Corredor                      | Pos              |
| 61               | Christopher Juul Jensen (DEN) | 74.º             |
| 62               | Evgueni Petrov (RUS)          | 66.º             |
| 63               | Jay McCarthy (AUS)            | 114.º            |
| 64               | Nicolas Roche (IRL)           | 63.º             |
| 65               | Manuele Boaro (ITA)           | 73.º             |
| 66               | Nicki Sørensen (DEN)          | AB               |
| 67               | Matti Breschel (DEN)          | 19.º             |
| 68               | Nikolay Trusov (RUS)          | 36.º             |

| Belkin BEL | Belkin BEL               | Belkin BEL |
| ---------- | ------------------------ | ---------- |
| Num        | Corredor                 | Pos        |
| 71         | Dennis van Winden (NED)  | 94.º       |
| 72         | Jos van Emden (NED)      | 83.º       |
| 73         | Nick van der Lijke (NED) | 22.º       |
| 74         | Jetse Bol (NED)          | AB         |
| 75         | Tom Leezer (NED)         | 68.º       |
| 76         | David Tanner (AUS)       | 47.º       |
| 77         | Sep Vanmarcke (BEL)      | 12.º       |
| 78         | Maarten Wynants (BEL)    | AB         |

| BMC Racing BMC | BMC Racing BMC          | BMC Racing BMC |
| -------------- | ----------------------- | -------------- |
| Num            | Corredor                | Pos            |
| 81             | Peter Velits (SVK)      | 40.º           |
| 82             | Steve Cummings (GBR)    | AB             |
| 83             | Silvan Dillier (SUI)    | 9.º            |
| 84             | Thor Hushovd (NOR)      | AB             |
| 85             | Sebastian Lander (DEN)  | 52.º           |
| 86             |                         |                |
| 87             | Daniel Oss (ITA)        | AB             |
| 88             | Greg Van Avermaet (BEL) | 61.º           |

| Astana Pro Team AST | Astana Pro Team AST      | Astana Pro Team AST |
| ------------------- | ------------------------ | ------------------- |
| Num                 | Corredor                 | Pos                 |
| 91                  | Valerio Agnoli (ITA)     | 55.º                |
| 92                  | Borut Božič (SLO)        | 34.º                |
| 93                  | Enrico Gasparotto (ITA)  | 37.º                |
| 94                  | Andriy Grivko (UKR)      | 54.º                |
| 95                  | Francesco Gavazzi (ITA)  | 60.º                |
| 96                  | Valentin Iglinskiy (KAZ) | 106.º               |
| 97                  | Ruslan Tleubayev (KAZ)   | 14.º                |
| 98                  | Armam Kamyshev (KAZ)     | 48.º                |

| Trek Factory Racing TFR | Trek Factory Racing TFR | Trek Factory Racing TFR |
| ----------------------- | ----------------------- | ----------------------- |
| Num                     | Corredor                | Pos                     |
| 101                     | Fábio Silvestre (POR)   | 118.º                   |
| 102                     | Fumiyuki Beppu (JPN)    | 112.º                   |
| 103                     | Stijn Devolder (BEL)    | 111.º                   |
| 104                     | Danilo Hondo (GER)      | 62.º                    |
| 105                     | Giacomo Nizzolo (ITA)   | 2.º                     |
| 106                     | Grégory Rast (SUI)      | AB                      |
| 107                     | Boy van Poppel (NED)    | 64.º                    |
| 108                     | Danny van Poppel (NED)  | 121.º                   |

| Team Sky SKY | Team Sky SKY               | Team Sky SKY |
| ------------ | -------------------------- | ------------ |
| Num          | Corredor                   | Pos          |
| 111          | Bernhard Eisel (AUT)       | 108.º        |
| 112          | Edvald Boasson Hagen (NOR) | 15.º         |
| 113          | Richie Porte (AUS)         | AB           |
| 114          | Ian Boswell (USA)          | 113.º        |
| 115          | Salvatore Puccio (ITA)     | 56.º         |
| 116          | Christopher Sutton (AUS)   | 17.º         |
| 117          | Ben Swift (GBR)            | 117.º        |
| 118          | Nathan Earle (AUS)         | 116.º        |

| Lampre-Merida LAM | Lampre-Merida LAM       | Lampre-Merida LAM |
| ----------------- | ----------------------- | ----------------- |
| Num               | Corredor                | Pos               |
| 121               | Niccolò Bonifazio (ITA) | 115.º             |
| 122               | Matteo Bono (ITA)       | AB                |
| 123               | Davide Cimolai (ITA)    | 7.º               |
| 124               | Manuele Mori (ITA)      | 13.º              |
| 125               | Sacha Modolo (ITA)      | AB                |
| 126               | Jan Polanc (SLO)        | 25.º              |
| 127               | Andrea Palini (ITA)     | 24.º              |
| 128               | Xu Gang (CHN)           | 104.º             |

| Orica-GreenEDGE OGE | Orica-GreenEDGE OGE           | Orica-GreenEDGE OGE |
| ------------------- | ----------------------------- | ------------------- |
| Num                 | Corredor                      | Pos                 |
| 131                 | Simon Gerrans (AUS) (Estrada) | 3.º                 |
| 132                 | Michael Albasini (SUI)        | 87.º                |
| 133                 | Mathew Hayman (AUS)           | 69.º                |
| 134                 | Luke Durbridge (AUS)          | 67.º                |
| 135                 | Matthew Goss (AUS)            | 92.º                |
| 136                 | Svein Tuft (CAN) (Estrada)    | AB                  |
| 137                 | Simon Yates (GBR)             | 79.º                |
| 138                 | Jens Keukeleire (BEL)         | 43.º                |

| Fdj.fr FDJ ESTILO="text-align:center;" class="small" | Fdj.fr FDJ ESTILO="text-align:center;" class="small" | Fdj.fr FDJ ESTILO="text-align:center;" class="small" | Num | Corredor | Pos |
| 141                                                  | William Bonnet (FRA)                                 | AB                                                   |     |          |     |
| 142                                                  | David Boucher (FRA)                                  | AB                                                   |     |          |     |
| 143                                                  | Sébastien Chavanel (FRA)                             | 105.º                                                |     |          |     |
| 144                                                  | Mickaël Delage (FRA)                                 | 96.º                                                 |     |          |     |
| 145                                                  | Arnaud Démare (FRA) (Estrada)                        | 45.º                                                 |     |          |     |
| 146                                                  | Francis Mourey (FRA)                                 | AB                                                   |     |          |     |
| 147                                                  | Yoann Offredo (FRA)                                  | 32.º                                                 |     |          |     |
| 148                                                  | Arnold Jeannesson (FRA)                              | 95.º                                                 |     |          |     |

| Garmin-Sharp GRS | Garmin-Sharp GRS                    | Garmin-Sharp GRS |
| ---------------- | ----------------------------------- | ---------------- |
| Num              | Corredor                            | Pos              |
| 151              | Jack Bauer (NZL)                    | 91.º             |
| 152              | Tyler Farrar (USA)                  | 4.º              |
| 153              | Lasse Norman Hansen (DEN)           | 107.º            |
| 154              | Raymond Kreder (NED)                | 10.º             |
| 155              | Sebastian Langeveld (NED) (Estrada) | AB               |
| 156              | Nick Nuyens (BEL)                   | 97.º             |
| 157              | Dylan van Baarle (NED)              | 81.º             |
| 158              | Steele Von Hoff (AUS)               | 28.º             |

| Cannondale CAN | Cannondale CAN         | Cannondale CAN |
| -------------- | ---------------------- | -------------- |
| Num            | Corredor               | Pos            |
| 161            | Alberto Bettiol (ITA)  | AB             |
| 162            | Kristjan Koren (SLO)   | 29.º           |
| 163            | Marco Marcato (ITA)    | 72.º           |
| 164            | Jean-Marc Marino (FRA) | AB             |
| 165            | Moreno Moser (ITA)     | AB             |
| 166            | Fabio Sabatini (ITA)   | AB             |
| 167            | Juraj Sagan (SVK)      | 119.º          |
| 168            | Davide Villella (ITA)  | AB             |

| Europcar EUC | Europcar EUC           | Europcar EUC |
| ------------ | ---------------------- | ------------ |
| Num          | Corredor               | Pos          |
| 171          | Bryan Coquard (FRA)    | 33.º         |
| 172          | Antoine Duchesne (CAN) | 77.º         |
| 173          | Yohann Gene (FRA)      | 65.º         |
| 174          | Tony Hurel (FRA)       | AB           |
| 175          | Davide Malacarne (ITA) | 109.º        |
| 176          | Alexandre Pichot (FRA) | 38.º         |
| 177          | Björn Thurau (GER)     | 110.º        |
| 178          | Angélo Tulik (FRA)     | 78.º         |

| NetApp-Endura TNE | NetApp-Endura TNE         | NetApp-Endura TNE |
| ----------------- | ------------------------- | ----------------- |
| Num               | Corredor                  | Pos               |
| 181               | Jan Bárta (CZE)           | 42.º              |
| 182               | Cessar Benedetti (ITA)    | 31.º              |
| 183               | Ralf Matzka (GER)         | 122.º             |
| 184               | Zakkari Dempster (AUS)    | AB                |
| 185               | Andreas Schillinger (GER) | 57.º              |
| 186               | Daniel Schorn (AUT)       | 70.º              |
| 187               | Scott Thwaites (GBR)      | 20.º              |
| 188               | Paul Voss (GER)           | 71.º              |